# ロナルド・エヴァンス (生物学者)
ロナルド・エバンス（Ronald M. Evans、1949年4月17日 - ）はアメリカ合衆国の生物学者。ソーク研究所教授。核内受容体の研究で知られる。
カリフォルニア州ロサンゼルス生まれ。1970年にカリフォルニア大学を卒業、1974年にカリフォルニア大学にて微生物学でPh.D.を取得。

## 受賞歴
- 1995年：ディクソン賞医学部門
- 1999年：フレッド・コンラッド・コッホ賞
- 2003年：慶應医学賞、発生生物学マーチ・オブ・ダイムズ賞
- 2004年：アルバート・ラスカー基礎医学研究賞
- 2005年：グレン・T・シーボーグ・メダル、グランドメダル
- 2006年：ガードナー国際賞、ハーヴェイ賞、トムソン・ロイター引用栄誉賞
- 2007年：オールバニ・メディカルセンター賞
- 2012年：ウルフ賞医学部門
- 2018年：ルイザ・グロス・ホロウィッツ賞
- 2021年：峨山医学賞
- 2024年：日本国際賞